# 16869 Košinár
(16869) Košinár, denumire internațională (16869) Kosinar, este un asteroid din centura principală de asteroizi.

## Descriere
16869 Košinár este un asteroid din centura principală de asteroizi. A fost descoperit pe 10 ianuarie 1998 la Modra de Adrián Galád și Alexander Pravda. Asteroidul prezintă o orbită caracterizată de o semiaxă mare de 2,22 ua, o excentricitate de 0,12 și o înclinație de 4,2° în raport cu ecliptica.